# پارالمپیک تابستانی ۲۰۲۴
بازی‌های پارالمپیک تابستانی ۲۰۲۴ (فرانسوی: Jeux paralympiques d'été de 2024‎) با نام بازی‌های پارالمپیک تابستانی پاریس ۲۰۲۴ یا هفدهمین دوره بازی‌های پارالمپیک تابستانی، یک رویداد چند ورزشی بین‌المللی برای معلولین بود که توسط کمیته بین‌المللی پارالمپیک برگزار شد. این بازی‌ها از ۲۸ اوت تا ۸ سپتامبر ۲۰۲۴ (۷ شهریور ۱۴۰۳) در پاریس، فرانسه که شامل ۵۴۹ مدال در ۲۲ رشته ورزشی بود برگزار شد. برای اولین بار پاریس میزبان بازی‌های پارالمپیک تابستانی بود و پس از پارالمپیک زمستانی ۱۹۹۲ در تیگنس و آلبرت‌ویل این دومین باری بود که فرانسه میزبان بازی‌های پارالمپیک بود. همچنین فرانسه میزبان بازی‌های المپیک تابستانی ۲۰۲۴ نیز بود.
چین برای ششمین دوره متوالی پارالمپیک، با کسب ۹۴ طلا و ۲۲۱ مدال در صدر جدول مدال ها قرار گرفت. بریتانیا با ۴۹ طلا و ۱۲۴ مدال برای دهمین بار دوم شد. ایالات متحده با ۳۶ طلا و ۱۰۵ مدال در مجموع سوم شد. علاوه بر این موریس، نپال و تیم پناهندگان پارالمپیک اولین مدال‌های پارالمپیک تاریخ خود را کسب کردند. کشور میزبان، فرانسه با ۱۹ طلا و مجموع ۷۵ مدال هشتم شد.

## مدال‌ها
طرح مدال‌های بازی‌های المپیک تابستانی و پارالمپیک ۲۰۲۴ در ۸ فوریه ۲۰۲۴ رونمایی شد. یک شش ضلعی، حکاکی شده با نشان پاریس ۲۰۲۴. قسمت جلویی شامل طرحی از برج ایفل است که از پایین مشاهده می‌شود، کتیبه‌هایی به خط بریل (سیستم نوشتاری که توسعه آن به مربی فرانسوی و مخترع لوئی بریل نسبت داده شده است)، و الگوهای خطی که می‌توان از آنها برای شناسایی مدال‌ها با لمس استفاده کرد.

## ورزش‌ها
برنامهٔ اصلی در ژانویهٔ ۲۰۱۹ اعلام شد.
- تیراندازی با کمان (جزئیات) (۹)
- پارا دو و میدانی (جزئیات) (۱۶۷)
- بدمینتون (جزئیات) (۱۴)
- بوچیا (جزئیات) (۷)
- دوچرخه‌سواری (جزئیات) (۵۱)
  -  جاده (۳۴)
  -  پیست (۱۷)
- سوارکاری (جزئیات) (۱۱)
- فوتبال پنج‌نفره (جزئیات) (۱)
- گل‌بال (جزئیات) (۲)
- جودو (جزئیات) (۱۳)
- قایقرانی (جزئیات) (۹)
- سه‌گانه (جزئیات) (۸)
- پارا وزنه‌برداری (جزئیات) (۲۰)
- روئینگ (جزئیات) (۴)
- پاراتیراندازی (جزئیات) (۱۳)
- والیبال نشسته (جزئیات) (۲)
  -  زنان
  -  مردان
- شنا (جزئیات) (۱۴۶)
- تنیس روی میز (جزئیات) (۳۱)
- تکواندو (جزئیات) (۶)
- بسکتبال با ویلچر (جزئیات) (۲)
- شمشیربازی روی ویلچر (جزئیات) (۱۶)
- راگبی ویلچر (جزئیات) (۱)
- تنیس روی ویلچر (جزئیات) (۶)

## تقویم
کمیته بین‌المللی پارالمپیک برنامه‌ی نهایی را تایید کرده است و تاریخ این دوره از بازی‌های پارالمپیک تابستانی در ۲ فوریه ۲۰۲۳ منتشر شدند.
تمام زمان‌ها و تاریخ‌ها براساس ساعت تابستانی اروپای مرکزی است(UTC+2)
| OC | مراسم گشایش | ● | برگزاری مسابقات | 1 | رویدادهای مدال طلا | CC | مراسم پایانی |

| شهریور ۱۴۰۳            | شهریور ۱۴۰۳            | شهریور    | شهریور    | شهریور    | شهریور    | شهریور   | شهریور   | شهریور   | شهریور   | شهریور   | شهریور   | شهریور   | شهریور   | رویداد   |
| شهریور ۱۴۰۳            | شهریور ۱۴۰۳            | ۷ چهار    | ۸ پنج     | ۹ آدینه   | ۱۰ شنبه   | ۱۱ یک    | ۱۲ دو    | ۱۳ سه    | ۱۴ چهار  | ۱۵ پنج   | ۱۶ آدینه | ۱۷ شنبه  | ۱۸ یک    | رویداد   |
| ---------------------- | ---------------------- | --------- | --------- | --------- | --------- | -------- | -------- | -------- | -------- | -------- | -------- | -------- | -------- | -------- |
| گشایش                  | گشایش                  | OC        |           |           |           |          |          |          |          |          |          |          | CC       | —        |
| بوچیا                  | بوچیا                  |           | ●         | ●         | ●         | ۲        | ۶        | ●        | ●        | ۳        |          |          |          | ۱۱       |
| فوتبال ۵ نفره          | فوتبال ۵ نفره          |           |           |           |           | ●        | ●        | ●        |          | ●        |          | ۱        |          | ۱        |
| گل‌بال                  | گل‌بال                  |           | ●         | ●         | ●         | ●        | ●        | ●        | ●        | ۲        |          |          |          | ۲        |
| پارا تیراندازی با کمان | پارا تیراندازی با کمان |           | ●         | ●         | ۲         | ۲        | ۲        | ۱        | ۱        | ۱        |          |          |          | ۹        |
| پارا دو و میدانی       | پارا دو و میدانی       |           |           | ۱۴        | ۱۸        | ۱۹       | ۱۳       | ۲۴       | ۱۵       | ۱۹       | ۱۶       | ۲۲       | ۴        | ۱۶۴      |
| پارا بدمینتون          | پارا بدمینتون          |           | ●         | ●         | ●         | ۲        | ۱۴       |          |          |          |          |          |          | ۱۶       |
| پارا قایقرانی بادبانی  | پارا قایقرانی بادبانی  |           |           |           |           |          |          |          |          |          | ●        | ۵        | ۵        | ۱۰       |
| پارا دوچرخه‌سواری       | جاده                   |           |           |           |           |          |          |          | ۱۹       | ۶        | ۴        | ۵        |          | ۳۴       |
| پارا دوچرخه‌سواری       | پیست                   |           | ۴         | ۵         | ۴         | ۴        |          |          |          |          |          |          |          | ۱۷       |
| پارا سوارکاری          | پارا سوارکاری          |           |           |           |           |          |          | ۳        | ۲        |          | ۱        | ۵        |          | ۱۱       |
| پارا جودو              | پارا جودو              |           |           |           |           |          |          |          |          | ۵        | ۵        | ۶        |          | ۱۶       |
| پارا وزنه‌برداری        | پارا وزنه‌برداری        |           |           |           |           |          |          |          | ۴        | ۴        | ۴        | ۴        | ۴        | ۲۰       |
| پارا قایقرانی          | پارا قایقرانی          |           |           | ●         | ●         | ۵        |          |          |          |          |          |          |          | ۵        |
| پارا شنا               | پارا شنا               |           | ۱۵        | ۱۴        | ۱۵        | ۱۴       | ۱۳       | ۱۵       | ۱۲       | ۱۳       | ۱۵       | ۱۵       |          | ۱۴۱      |
| پارا تنیس روی میز      | پارا تنیس روی میز      |           | ●         | ۲         | ۵         | ۳        | ●        | ۱        | ۳        | ۵        | ۵        | ۷        |          | ۳۱       |
| تکواندو                | تکواندو                |           | ۳         | ۴         | ۳         |          |          |          |          |          |          |          |          | ۱۰       |
| پارا سه‌گانه            | پارا سه‌گانه            |           |           |           |           |          | ۱۱       |          |          |          |          |          |          | ۱۱       |
| پارا تیراندازی         | پارا تیراندازی         |           |           | ۳         | ۲         | ۲        | ۱        | ۲        | ۲        | ۱        |          |          |          | ۱۳       |
| والیبال نشسته          | والیبال نشسته          |           | ●         | ●         | ●         | ●        | ●        | ●        | ●        | ●        | ۱        | ۱        |          | ۲        |
| بسکتبال با ویلچر       | بسکتبال با ویلچر       |           | ●         | ●         | ●         | ●        | ●        | ●        | ●        | ●        | ●        | ۱        | ۱        | ۲        |
| شمشیربازی با ویلچر     | شمشیربازی با ویلچر     |           |           |           |           |          |          | ۴        | ۴        | ۲        | ۴        | ۲        |          | ۱۶       |
| راگبی با ویلچر         | راگبی با ویلچر         |           | ●         | ●         | ●         | ●        | ۱        |          |          |          |          |          |          | ۱        |
| تنیس با ویلچر          | تنیس با ویلچر          |           |           | ●         | ●         | ●        | ●        | ●        | ۲        | ۲        | ۲        | ۱        |          | ۶        |
| رویدادهای مدال روزانه  | رویدادهای مدال روزانه  | ۰         | ۲۲        | ۴۲        | ۴۹        | ۵۳       | ۶۱       | ۵۰       | ۶۳       | ۶۳       | ۵۷       | ۷۵       | ۱۴       | ۵۴۹      |
| مجموع تجمعی            | مجموع تجمعی            | ۰         | ۲۲        | ۶۴        | ۱۱۳       | ۱۶۶      | ۲۲۷      | ۲۷۷      | ۳۴۰      | ۴۰۳      | ۴۶۰      | ۵۳۵      | ۵۴۹      | ۵۴۹      |
| اوت/سپتامبر ۲۰۲۴       | اوت/سپتامبر ۲۰۲۴       | اوت       | اوت       | اوت       | اوت       | سپتامبر  | سپتامبر  | سپتامبر  | سپتامبر  | سپتامبر  | سپتامبر  | سپتامبر  | سپتامبر  | رویدادها |
| اوت/سپتامبر ۲۰۲۴       | اوت/سپتامبر ۲۰۲۴       | ۲۸ ام Wed | ۲۹ ام Thu | ۳۰ ام Fri | ۳۱ ام Sat | ۱ ام Sun | ۲ ام Mon | ۳ ام Tue | ۴ ام Wed | ۵ ام Thu | ۶ ام Fri | ۷ ام Sat | ۸ ام Sun | رویدادها |

## جدول مدال‌ها
*   فرانسه
| رتبه            | کشور                            | طلا | نقره | برنز | مجموع |
| --------------- | ------------------------------- | --- | ---- | ---- | ----- |
| ۱               | چین (CHN)                       | ۹۴  | ۷۶   | ۵۰   | ۲۲۰   |
| ۲               | بریتانیای کبیر (GBR)            | ۴۹  | ۴۴   | ۳۱   | ۱۲۴   |
| ۳               | ایالات متحده آمریکا (USA)       | ۳۶  | ۴۲   | ۲۷   | ۱۰۵   |
| ۴               | هلند (NED)                      | ۲۷  | ۱۷   | ۱۲   | ۵۶    |
| ۵               | برزیل (BRA)                     | ۲۵  | ۲۶   | ۳۸   | ۸۹    |
| ۶               | ایتالیا (ITA)                   | ۲۴  | ۱۵   | ۳۲   | ۷۱    |
| ۷               | اوکراین (UKR)                   | ۲۲  | ۲۸   | ۳۲   | ۸۲    |
| –               | ورزشکاران بی‌طرف پارالمپیک (NPA) | ۲۲  | ۱۹   | ۲۰   | ۶۱    |
| ۸               | فرانسه (FRA)*                   | ۱۹  | ۲۸   | ۲۸   | ۷۵    |
| ۹               | استرالیا (AUS)                  | ۱۸  | ۱۷   | ۲۸   | ۶۳    |
| ۱۰              | ژاپن (JPN)                      | ۱۴  | ۱۰   | ۱۷   | ۴۱    |
| ۱۱              | آلمان (GER)                     | ۱۰  | ۱۴   | ۲۵   | ۴۹    |
| ۱۲              | کانادا (CAN)                    | ۱۰  | ۹    | ۱۰   | ۲۹    |
| ۱۳              | ازبکستان (UZB)                  | ۱۰  | ۹    | ۷    | ۲۶    |
| ۱۴              | ایران (IRI)                     | ۸   | ۱۰   | ۷    | ۲۵    |
| ۱۵              | سوئیس (SUI)                     | ۸   | ۸    | ۵    | ۲۱    |
| ۱۶              | لهستان (POL)                    | ۸   | ۶    | ۹    | ۲۳    |
| ۱۷              | اسپانیا (ESP)                   | ۷   | ۱۱   | ۲۲   | ۴۰    |
| ۱۸              | هند (IND)                       | ۷   | ۹    | ۱۳   | ۲۹    |
| ۱۹              | کلمبیا (COL)                    | ۷   | ۷    | ۱۴   | ۲۸    |
| ۲۰              | بلژیک (BEL)                     | ۷   | ۴    | ۳    | ۱۴    |
| ۲۱              | تایلند (THA)                    | ۶   | ۱۱   | ۱۳   | ۳۰    |
| ۲۲              | کره جنوبی (KOR)                 | ۶   | ۱۰   | ۱۴   | ۳۰    |
| ۲۳              | ترکیه (TUR)                     | ۶   | ۱۰   | ۱۲   | ۲۸    |
| ۲۴              | کوبا (CUB)                      | ۶   | ۳    | ۱    | ۱۰    |
| ۲۵              | الجزایر (ALG)                   | ۶   | ۰    | ۵    | ۱۱    |
| ۲۶              | مجارستان (HUN)                  | ۵   | ۶    | ۴    | ۱۵    |
| ۲۷              | تونس (TUN)                      | ۵   | ۳    | ۳    | ۱۱    |
| ۲۸              | جمهوری آذربایجان (AZE)          | ۴   | ۲    | ۵    | ۱۱    |
| ۲۹              | اسرائیل (ISR)                   | ۴   | ۲    | ۴    | ۱۰    |
| ۳۰              | مکزیک (MEX)                     | ۳   | ۶    | ۸    | ۱۷    |
| ۳۱              | هنگ کنگ (HKG)                   | ۳   | ۴    | ۱    | ۸     |
| ۳۲              | اسلواکی (SVK)                   | ۳   | ۲    | ۰    | ۵     |
| ۳۳              | ونزوئلا (VEN)                   | ۳   | ۱    | ۱    | ۵     |
| ۳۴              | لتونی (LAT)                     | ۳   | ۱    | ۰    | ۴     |
| ۳۵              | یونان (GRE)                     | ۲   | ۳    | ۷    | ۱۲    |
| ۳۶              | دانمارک (DEN)                   | ۲   | ۳    | ۵    | ۱۰    |
| ۳۷              | قزاقستان (KAZ)                  | ۲   | ۳    | ۲    | ۷     |
| ۳۸              | آرژانتین (ARG)                  | ۲   | ۲    | ۸    | ۱۲    |
| ۳۹              | مصر (EGY)                       | ۲   | ۲    | ۱    | ۵     |
| ۴۰              | پرتغال (POR)                    | ۲   | ۱    | ۴    | ۷     |
| ۴۱              | مالزی (MAS)                     | ۲   | ۱    | ۱    | ۴     |
| ۴۲              | اتیوپی (ETH)                    | ۲   | ۱    | ۰    | ۳     |
| ۴۲              | سنگاپور (SGP)                   | ۲   | ۱    | ۰    | ۳     |
| ۴۴              | آفریقای جنوبی (RSA)             | ۲   | ۰    | ۳    | ۵     |
| ۴۵              | اکوادور (ECU)                   | ۲   | ۰    | ۲    | ۴     |
| ۴۶              | اندونزی (INA)                   | ۱   | ۷    | ۵    | ۱۳    |
| ۴۷              | مراکش (MAR)                     | ۱   | ۴    | ۴    | ۹     |
| ۴۸              | جمهوری چک (CZE)                 | ۱   | ۴    | ۲    | ۷     |
| ۴۹              | گرجستان (GEO)                   | ۱   | ۳    | ۳    | ۷     |
| ۵۰              | ایرلند (IRL)                    | ۱   | ۳    | ۲    | ۶     |
| ۵۱              | نروژ (NOR)                      | ۱   | ۲    | ۳    | ۶     |
| ۵۲              | صربستان (SRB)                   | ۱   | ۲    | ۲    | ۵     |
| ۵۳              | مغولستان (MGL)                  | ۱   | ۲    | ۰    | ۳     |
| ۵۴              | نیجریه (NGR)                    | ۱   | ۱    | ۱    | ۳     |
| ۵۵              | اسلوونی (SLO)                   | ۱   | ۰    | ۱    | ۲     |
| ۵۶              | اردن (JOR)                      | ۱   | ۰    | ۰    | ۱     |
| ۵۶              | بلغارستان (BUL)                 | ۱   | ۰    | ۰    | ۱     |
| ۵۶              | رومانی (ROU)                    | ۱   | ۰    | ۰    | ۱     |
| ۵۶              | عربستان سعودی (KSA)             | ۱   | ۰    | ۰    | ۱     |
| ۵۶              | نامیبیا (NAM)                   | ۱   | ۰    | ۰    | ۱     |
| ۵۶              | پرو (PER)                       | ۱   | ۰    | ۰    | ۱     |
| ۵۶              | کاستاریکا (CRC)                 | ۱   | ۰    | ۰    | ۱     |
| ۶۳              | نیوزیلند (NZL)                  | ۰   | ۴    | ۳    | ۷     |
| ۶۴              | چین تایپه (TPE)                 | ۰   | ۳    | ۲    | ۵     |
| ۶۵              | اتریش (AUT)                     | ۰   | ۳    | ۱    | ۴     |
| ۶۶              | سوئد (SWE)                      | ۰   | ۱    | ۲    | ۳     |
| ۶۶              | فنلاند (FIN)                    | ۰   | ۱    | ۲    | ۳     |
| ۶۸              | قبرس (CYP)                      | ۰   | ۱    | ۱    | ۲     |
| ۶۹              | بوسنی و هرزگوین (BIH)           | ۰   | ۱    | ۰    | ۱     |
| ۶۹              | ترینیداد و توباگو (TTO)         | ۰   | ۱    | ۰    | ۱     |
| ۶۹              | سری‌لانکا (SRI)                  | ۰   | ۱    | ۰    | ۱     |
| ۶۹              | کنیا (KEN)                      | ۰   | ۱    | ۰    | ۱     |
| ۷۳              | شیلی (CHI)                      | ۰   | ۰    | ۴    | ۴     |
| ۷۴              | تیم پناهندگان المپیک (RPT)      | ۰   | ۰    | ۲    | ۲     |
| ۷۴              | عراق (IRQ)                      | ۰   | ۰    | ۲    | ۲     |
| ۷۶              | لیتوانی (LTU)                   | ۰   | ۰    | ۱    | ۱     |
| ۷۶              | موریس (MRI)                     | ۰   | ۰    | ۱    | ۱     |
| ۷۶              | مونته‌نگرو (MNE)                 | ۰   | ۰    | ۱    | ۱     |
| ۷۶              | نپال (NEP)                      | ۰   | ۰    | ۱    | ۱     |
| ۷۶              | ویتنام (VIE)                    | ۰   | ۰    | ۱    | ۱     |
| ۷۶              | پاکستان (PAK)                   | ۰   | ۰    | ۱    | ۱     |
| ۷۶              | کرواسی (CRO)                    | ۰   | ۰    | ۱    | ۱     |
| ۷۶              | کویت (KUW)                      | ۰   | ۰    | ۱    | ۱     |
| مجموع (۸۳ کشور) | مجموع (۸۳ کشور)                 | ۵۳۴ | ۵۳۲  | ۵۸۴  | ۱۶۵۰  |

## کشورهای شرکت‌کننده
در ادامه فهرست کشورهایی را که به پارالمپیک ۲۰۲۴ ورزشکار اعزام کرده‌اند را خواهید دید. سه کشور اریتره، کیریباتی و کوزوو نخستین حضور خود را در پارالمپیک تجربه کردند.
بنگلادش (۲۰۰۸)، جزایر سلیمان و وانواتو (۲۰۱۲)، تیمور شرقی،ماکائو، میانمار، تونگا، ترینیداد و توباگو و ترکمنستان (۲۰۱۶) پس از غیبت، در این دوره حاضر بودند.
| کشورها در پارالمپیک تابستانی |
| --- |
| - افغانستان (۱) - الجزایر (۲۶) - آنگولا (۲) - آرژانتین (۶۸) - ارمنستان (۳) - آروبا (۱) - استرالیا (۱۵۹) - اتریش (۲۴) - جمهوری آذربایجان (۱۸) - بحرین (۲) - بنگلادش (۲) - باربادوس (۱) - بلژیک (۲۹) - بنین (۲) - برمودا (۲) - بوتان (۱) - بوسنی و هرزگوین (۱۴) - بوتسوانا (۲) - برزیل (۲۵۶) - بلغارستان (۳) - بورکینافاسو (۱) - بوروندی (۲) - کامبوج (۱) - کامرون (۵) - کانادا (۱۲۴) - کیپ ورد (۲) - جمهوری آفریقای مرکزی (۲) - شیلی (۲۸) - چین (۲۸۴) - کلمبیا (۷۴) - کاستاریکا (۸) - کرواسی (۲۲) - کوبا (۲۱) - قبرس (۳) - جمهوری چک (۳۲) - جمهوری دموکراتیک کنگو (۲) - دانمارک (۳۲) - جمهوری دومینیکن (۱۱) - تیمور شرقی (۱) - اکوادور (۱۴) - مصر (۵۴) - السالوادور (۳) - اریتره (۱) - استونی (۵) - اتیوپی (۴) - فیجی (۳) - فنلاند (۱۶) - فرانسه (۲۳۹) (میزبان) - گابن (۲) - گامبیا (۲) - گرجستان (۱۴) - آلمان (۱۴۳) - غنا (۴) - بریتانیای کبیر (201) - یونان (۳۷) - گرنادا (۲) - گواتمالا (۲) - گینه (۲) - گینه بیسائو (۲) - هائیتی (۱) - هندوراس (۱) - هنگ کنگ (۲۳) - مجارستان (۳۹) - ایسلند (۵) - هند (۸۴) - اندونزی (۳۵) - ایران (۶۵) - عراق (۲۰) - ایرلند (۲۹) - اسرائیل (۲۷) - ایتالیا (۱۴۱) - ساحل عاج (۳) - جامائیکا (۱) - ژاپن (۱۷۷) - اردن (۸) - قزاقستان (۴۴) - کنیا (۱۳) - کیریباتی (۱) - کوزوو (۱) - کویت (۳) - قرقیزستان (۴) - لائوس (۱) - لتونی (۸) - لبنان (۱) - لسوتو (۲) - لیبریا (۲) - لیبی (۳) - لیتوانی (۹) - لوکزامبورگ (۲) - ماکائو (۱) - مالاوی (۲) - مالزی (۲۸) - مالدیو (۲) - مالی (۲) - مالت (۲) - موریس (۶) - مکزیک (۶۷) - مولداوی (۵) - مغولستان (۱۲) - مونته‌نگرو (۴) - مراکش (۳۸) - موزامبیک (۱) - میانمار (۱) - نامیبیا (۵) - نپال (۳) - هلند (۸۴) - ورزشکاران بی‌طرف پارالمپیک (۹۸) - نیوزیلند (۲۴) - نیکاراگوئه (۱) - نیجر (۱) - نیجریه (۲۳) - مقدونیه شمالی (۱) - نروژ (۱۸) - عمان (۲) - پاکستان (۱) - فلسطین (۱) - پاناما (۳) - پاپوآ گینه نو (۲) - پاراگوئه (۱) - پرو (۱۳) - فیلیپین (۶) - لهستان (۸۴) - پرتغال (۲۷) - پورتوریکو (۲) - قطر (۲) - تیم پناهندگان المپیک (۸) - جمهوری کنگو (۲) - رومانی (۶) - رواندا (۱۲) - سنت وینسنت و گرنادین‌ها (۱) - سائوتومه و پرنسیپ (۱) - عربستان سعودی (۹) - سنگال (۴) - صربستان (۲۳) - سیرالئون (۱) - سنگاپور (۱۰) - اسلواکی (۲۶) - اسلوونی (۱۴) - جزایر سلیمان (۴) - سومالی (۱) - آفریقای جنوبی (۳۲) - کره جنوبی (۸۳) - اسپانیا (۱۳۹) - سری‌لانکا (۸) - سورینام (۱) - سوئد (۲۰) - سوئیس (۲۷) - سورینام (۱) - سوریه (۱) - چین تایپه (۱۳) - تانزانیا (۱) - تایلند (۷۸) - توگو (۱) - تونگا (۱) - ترینیداد و توباگو (۱) - تونس (۳۰) - ترکیه (۹۳) - ترکمنستان (۱) - اوگاندا (۴) - اوکراین (۷۴) - امارات متحده عربی (۱۳) - ایالات متحده آمریکا (۲۲۰) - اروگوئه (۲) - ازبکستان (۶۵) - وانواتو (۲) - ونزوئلا (۲۵) - ویتنام (۷) - جزایر ویرجین (۱) - یمن (۱) - زامبیا (۲) - زیمبابوه (۲) |

شمار ورزشکاران بر اساس کمیته ملی المپیک
| رتبه | NPC                       | شمار ورزشکاران |
| ---- | ------------------------- | -------------- |
| ۱    | چین                       | ۲۸۴            |
| ۲    | برزیل                     | ۲۵۶            |
| ۳    | فرانسه                    | ۲۳۹            |
| ۴    | ایالات متحده آمریکا       | ۲۲۰            |
| ۵    | بریتانیای کبیر            | ۲۰۱            |
| ۶    | ژاپن                      | ۱۷۷            |
| ۷    | استرالیا                  | ۱۵۹            |
| ۹    | آلمان                     | ۱۴۳            |
| ۹    | ایتالیا                   | ۱۴۱            |
| ۱۰   | اسپانیا                   | ۱۳۹            |
| ۱۱   | کانادا                    | ۱۲۵            |
| ۱۲   | ورزشکاران بی‌طرف پارالمپیک | ۹۸             |
| ۱۳   | ترکیه                     | ۹۳             |
| ۱۴   | هند                       | ۸۴             |
| ۱۴   | هلند                      | ۸۴             |
| ۱۴   | لهستان                    | ۸۴             |
| ۱۷   | کره جنوبی                 | ۸۳             |
| ۱۸   | تایلند                    | ۷۸             |
| ۱۹   | کلمبیا                    | ۷۴             |
| ۱۹   | اوکراین                   | ۷۴             |
| ۲۱   | آرژانتین                  | ۶۸             |
| ۲۲   | مکزیک                     | ۶۷             |
| ۲۳   | ایران                     | ۶۵             |
| ۲۳   | ازبکستان                  | ۶۵             |
| ۲۵   | مصر                       | ۵۴             |
| ۲۶   | قزاقستان                  | ۴۴             |
| ۲۷   | مجارستان                  | ۳۹             |
| ۲۸   | مراکش                     | ۳۸             |
| ۲۹   | یونان                     | ۳۷             |
| ۳۰   | اندونزی                   | ۳۵             |
| ۳۱   | جمهوری چک                 | ۳۲             |
| ۳۱   | دانمارک                   | ۳۲             |
| ۳۱   | آفریقای جنوبی             | ۳۲             |
| ۳۴   | تونس                      | ۳۰             |
| ۳۵   | بلژیک                     | ۲۹             |
| ۳۵   | ایرلند                    | ۲۹             |
| ۳۷   | شیلی                      | ۲۸             |
| ۳۷   | مالزی                     | ۲۸             |
| ۳۹   | اسرائیل                   | ۲۷             |
| ۳۹   | پرتغال                    | ۲۷             |
| ۳۹   | سوئیس                     | ۲۷             |
| ۴۲   | الجزایر                   | ۲۶             |
| ۴۲   | اسلواکی                   | ۲۶             |
| ۴۴   | نیوزیلند                  | ۲۵             |
| ۴۴   | ونزوئلا                   | ۲۵             |
| ۴۵   | اتریش                     | ۲۴             |
| ۴۷   | هنگ کنگ                   | ۲۳             |
| ۴۷   | نیجریه                    | ۲۳             |
| ۴۷   | صربستان                   | ۲۳             |
| ۵۰   | کرواسی                    | ۲۲             |
| ۵۱   | کوبا                      | ۲۱             |
| ۵۲   | عراق                      | ۲۰             |
| ۵۲   | سوئد                      | ۲۰             |
| ۵۴   | جمهوری آذربایجان          | ۱۸             |
| ۵۴   | نروژ                      | ۱۸             |
| ۵۶   | فنلاند                    | ۱۶             |
| ۵۷   | بوسنی و هرزگوین           | ۱۴             |
| ۵۷   | اکوادور                   | ۱۴             |
| ۵۷   | گرجستان                   | ۱۴             |
| ۵۷   | اسلوونی                   | ۱۴             |
| ۶۱   | کنیا                      | ۱۳             |
| ۶۱   | پرو                       | ۱۳             |
| ۶۱   | رواندا                    | ۱۳             |
| ۶۱   | چین تایپه                 | ۱۳             |
| ۶۱   | امارات متحده عربی         | ۱۳             |
| ۶۶   | مغولستان                  | ۱۲             |
| ۶۷   | جمهوری دومینیکن           | ۱۱             |
| ۶۸   | سنگاپور                   | ۱۰             |
| ۶۹   | لیتوانی                   | ۹              |
| ۶۹   | عربستان سعودی             | ۹              |
| ۷۱   | کاستاریکا                 | ۸              |
| ۷۱   | اردن                      | ۸              |
| ۷۱   | لتونی                     | ۸              |
| ۷۱   | تیم پناهندگان المپیک      | ۸              |
| ۷۱   | سری‌لانکا                  | ۸              |
| ۷۶   | ویتنام                    | ۷              |
| ۷۷   | موریس                     | ۶              |
| ۷۷   | فیلیپین                   | ۶              |
| ۷۷   | رومانی                    | ۶              |
| ۸۰   | کامرون                    | ۵              |
| ۸۰   | استونی                    | ۵              |
| ۸۰   | ایسلند                    | ۵              |
| ۸۰   | مولداوی                   | ۵              |
| ۸۰   | نامیبیا                   | ۵              |
| ۸۵   | اتیوپی                    | ۴              |
| ۸۵   | غنا                       | ۴              |
| ۸۵   | قرقیزستان                 | ۴              |
| ۸۵   | مونته‌نگرو                 | ۴              |
| ۸۵   | سنگال                     | ۴              |
| ۸۵   | جزایر سلیمان              | ۴              |
| ۸۵   | اوگاندا                   | ۴              |
| ۹۲   | ارمنستان                  | ۳              |
| ۹۲   | بلغارستان                 | ۳              |
| ۹۲   | کیپ ورد                   | ۳              |
| ۹۲   | قبرس                      | ۳              |
| ۹۲   | السالوادور                | ۳              |
| ۹۲   | فیجی                      | ۳              |
| ۹۲   | ساحل عاج                  | ۳              |
| ۹۲   | کویت                      | ۳              |
| ۹۲   | لیبی                      | ۳              |
| ۹۲   | نپال                      | ۳              |
| ۹۲   | پاناما                    | ۳              |
| ۱۰۳  | آنگولا                    | ۲              |
| ۱۰۳  | بحرین                     | ۲              |
| ۱۰۳  | بنگلادش                   | ۲              |
| ۱۰۳  | بنین                      | ۲              |
| ۱۰۳  | برمودا                    | ۲              |
| ۱۰۳  | بوتسوانا                  | ۲              |
| ۱۰۳  | بوروندی                   | ۲              |
| ۱۰۳  | جمهوری آفریقای مرکزی      | ۲              |
| ۱۰۳  | جمهوری دموکراتیک کنگو     | ۲              |
| ۱۰۳  | گابن                      | ۲              |
| ۱۰۳  | گامبیا                    | ۲              |
| ۱۰۳  | گرنادا                    | ۲              |
| ۱۰۳  | گواتمالا                  | ۲              |
| ۱۰۳  | گینه                      | ۲              |
| ۱۰۳  | گینه بیسائو               | ۲              |
| ۱۰۳  | لسوتو                     | ۲              |
| ۱۰۳  | لیبریا                    | ۲              |
| ۱۰۳  | لوکزامبورگ                | ۲              |
| ۱۰۳  | مالاوی                    | ۲              |
| ۱۰۳  | مالدیو                    | ۲              |
| ۱۰۳  | مالی                      | ۲              |
| ۱۰۳  | مالت                      | ۲              |
| ۱۰۳  | عمان                      | ۲              |
| ۱۰۳  | پاپوآ گینه نو             | ۲              |
| ۱۰۳  | پورتوریکو                 | ۲              |
| ۱۰۳  | قطر                       | ۲              |
| ۱۰۳  | جمهوری کنگو               | ۲              |
| ۱۰۳  | اروگوئه                   | ۲              |
| ۱۰۳  | وانواتو                   | ۲              |
| ۱۰۳  | زامبیا                    | ۲              |
| ۱۰۳  | زیمبابوه                  | ۲              |
| ۱۳۴  | افغانستان                 | ۱              |
| ۱۳۴  | آروبا                     | ۱              |
| ۱۳۴  | باربادوس                  | ۱              |
| ۱۳۴  | بوتان                     | ۱              |
| ۱۳۴  | بورکینافاسو               | ۱              |
| ۱۳۴  | کامبوج                    | ۱              |
| ۱۳۴  | تیمور شرقی                | ۱              |
| ۱۳۴  | اریتره                    | ۱              |
| ۱۳۴  | هائیتی                    | ۱              |
| ۱۳۴  | هندوراس                   | ۱              |
| ۱۳۴  | جامائیکا                  | ۱              |
| ۱۳۴  | کیریباتی                  | ۱              |
| ۱۳۴  | کوزوو                     | ۱              |
| ۱۳۴  | لائوس                     | ۱              |
| ۱۳۴  | لبنان                     | ۱              |
| ۱۳۴  | ماکائو                    | ۱              |
| ۱۳۴  | موزامبیک                  | ۱              |
| ۱۳۴  | میانمار                   | ۱              |
| ۱۳۴  | نیکاراگوئه                | ۱              |
| ۱۳۴  | نیجر                      | ۱              |
| ۱۳۴  | مقدونیه شمالی             | ۱              |
| ۱۳۴  | پاکستان                   | ۱              |
| ۱۳۴  | فلسطین                    | ۱              |
| ۱۳۴  | پاراگوئه                  | ۱              |
| ۱۳۴  | سنت وینسنت و گرنادین‌ها    | ۱              |
| ۱۳۴  | سائوتومه و پرنسیپ         | ۱              |
| ۱۳۴  | سیرالئون                  | ۱              |
| ۱۳۴  | سومالی                    | ۱              |
| ۱۳۴  | سورینام                   | ۱              |
| ۱۳۴  | سوریه                     | ۱              |
| ۱۳۴  | تانزانیا                  | ۱              |
| ۱۳۴  | توگو                      | ۱              |
| ۱۳۴  | تونگا                     | ۱              |
| ۱۳۴  | ترینیداد و توباگو         | ۱              |
| ۱۳۴  | ترکمنستان                 | ۱              |
| ۱۳۴  | جزایر ویرجین              | ۱              |
| ۱۳۴  | یمن                       | ۱              |